# Аксиоматска теорија скупова
У математици, аксиоматска теорија скупова је ригорозна реформулација теорије скупова у логици првог реда настала да реши парадоксе наивне теорије скупова. Основу теорије скупова је у највећој мери развио немачки математичар Георг Кантор крајем 19. века.
У почетку контроверзна, теорија скупова је добила улогу основне теорије у модерној математици, у смислу да интерпретира идеје о математичким објектима (бројевима, функцијама...) из свих традиционалних области математике (алгебра, анализа, топологија...) у једној теорији, и пружа стандардан скуп аксиома за њихово доказивање или оповргавање. У исто време, основни концепти теорије скупова се користе у целој математици. Треба такође напоменути да постој ематематичари који користе и промовишу другачије приступе основи математике.
Основни концепти теорије скупова су скуп и припадност скупу. Скупом се сматра свака колекција објеката, који се називају члановима (или елементима) скупа. У математици чланови скупова су било који математички објекти, који и сами могу бити скупови. Тако на пример имамо скуп N природних бројева {0, 1, 2, 3, 4, ...}, скуп реалних бројева, као и скуп функција које скуп природних бројева пресликавају у скуп природних бројева; али на пример и скуп {0, 2, N} чији су чланови бројеви 0 и 2 и скуп N.
У почетку је развијено оно шта се данас анзива наивном теоријом скупова. Испоставило се да ако се узме да се свака дата операција може обављати на било ком скупу без рестрикција, долази до парадокса попут Раселовог парадокса. Да би се ови проблеми решили, теорија скупова је реконструисана, коришћењем аксиоматског приступа.